# Acropora variabilis
Acropora variabilis е вид корал от семейство Acroporidae.

## Разпространение
Видът е разпространен в Австралия, Британска индоокеанска територия, Джибути, Египет, Еритрея, Йемен, Израел, Индонезия, Йордания, Коморски острови, Мавриций, Мадагаскар, Майот, Малайзия, Мозамбик, Провинции в КНР, Реюнион, Саудитска Арабия, Сейшели, Сингапур, Судан, Тайван, Тайланд, Филипини и Южна Африка.

## Описание
Популацията на вида е намаляваща.